# Please Don't Stop Loving Me
"Please Don't Stop Loving Me" är en sångduett från 1974, inspelad av Porter Wagoner och Dolly Parton. Den blev deras 16:e countryhit, och deras enda etta på countrylistan.  Fastän bade Dolly Parton och Porter Wagoner hade toppat listorna som soloartister, och flera av deras duettsinglar hamnat bbland de 10 främsta på countrylistan, blev detta enda gången de toppade listan som duo. Singeln toppade listan i en vecka, och tillbringade totalt 10 veckor på countrylistan.

## Listlplaceringar
| Lista (1974)                       | Topplacering |
| ---------------------------------- | ------------ |
| Kanada, RPM Country Tracks         | 45           |
| USA, Billboard Hot Country Singles | 1            |

### Fotnoter
1. ↑  Whitburn, Joel (2004). The Billboard Book of Top 40 Country Hits: 1944-2006, Second edition. Record Research. sid. 261